# Faustin Suppé
Faustin Suppé (1813. – 1868.), hrvatski odvjetnik, političar iz Rijeke.
Jedan je od članova Riječkog kvarteta, predstavnik riječkog hrvatskog kulturnog kruga. Obnašao je visoke lokalne dužnosti. Održavao je živu korespondenciju s Ivanom Kukuljevićem, Franom Kurelcem, Dragojlom Kušlanom, Matijom Mrazovićem i Ivanom Mažuranićem.
Suppéovi zapisi u dopisivanju svjedoče o riječkim prilikama uoči i nakon Bachova apsolutizma, te o borbama autohtone hrvatske inteligencije protiv sve prisutnijeg mađaronskog pokreta u gradu.